# Conicospirillinoides
Conicospirillinoides es un género de foraminífero bentónico de la familia Planispirillinidae, del suborden Involutinina y del orden Involutinida. Su especie tipo es Spirillina semidecorata. Su rango cronoestratigráfico abarca el Holoceno.

## Clasificación
Conicospirillinoides incluye a las siguientes especies:
- Conicospirillinoides intricatus
- Conicospirillinoides semidecoratus

Otras especies consideradas en Conicospirillinoides son:
- Conicospirillinoides denticulatus, aceptado como Spirillina denticulata
- Conicospirillinoides inaequalis, aceptado como Planispirillina inaequalis